# Rohrbach (près Baumholder)
Pour les articles homonymes, voir Rohrbach.
Rohrbach  est une municipalité allemande située dans le land de Rhénanie-Palatinat et l'arrondissement de Birkenfeld.